# Ludolph Berkemeier
Ludolph Georg Julius Berkemeier (Tilburg, 20 augustus 1864 - Noordwijk aan Zee, 18 juli 1931) was een Nederlandse kunstenaar. Door zijn gekozen genre en palet behoort hij tot de tweede generatie van de Haagse School. Hij voltooide zijn opleiding aan de kunstacademies in Düsseldorf en Weimar. Na terugkeer in Nederland vestigde hij zich in Noordwijk aan Zee en had hij nauw contact met de Haagse School.

## Leven en werk
Hij studeerde twee jaar aan de Kunstacademie van Düsseldorf. In de landschapsschilderkunst had Eugène Gustav Dücker, die vanaf ongeveer 1876 de landschapsschilderkunst aan de Kunstacademie Düsseldorf begon te hervormen, invloed op Berkemeier. Deze opkomende nieuwe stromingen in Duitsland, die ook beïnvloed werden door de School van Barbizon, de Haagse School en de Weimarschool, inspireerde ook Berkemeier als aankomend landschapsschilder en hij ging, na twee jaar studeren, eerst op studiereis naar onder andere Wiesbaden.
Daarna ging hij naar de Groothertogelijke Saksische Kunstschool in Weimar. Hier ontmoette hij Theodor Joseph Hagen die de leiding over de afdeling landschapsschilderkunst had. De studenten werden onderwezen door een leraar die een volledige overgang had doorgemaakt van romantiek naar realisme en impressionisme. In termen van kunstgeschiedenis wordt Hagen gezien als een van de pioniers van de Duitse impressionistische beweging. Hier vind je het palet van de Haagse School - het feit dat hij ook in Nederland was geweest mag hier niet ontbreken. Voor Berkemeier werden hier de basis voor deze nieuwe trend gezet, zodat hij na zijn terugkeer in Nederland de weg naar de Haagse School kon vinden.
Daarna ging het terug naar Nederland en vestigde hij zich eerst in Sijbekarspel (1893), trouwde in Nieuwer-Amstel in 1893 en vestigde zich in Baambrugge in 1894.
In 1896 besloot hij plotseling naar Noordwijk te verhuizen, waar hij een atelier begon en schildersbenodigdheden verkocht. Later kon hij in aanmerking komen voor een overheidspensioen. Hij ontwikkelde zijn stijl verder door lessen in en plein air schilderen te nemen bij Jan Hillebrand Wijsmuller, die ook in de omgeving werkte. Ze werkten ook samen.
In veel van zijn landschapsschilderijen zijn genre-elementen verwerkt. Hij maakte ook talrijke stillevens en boekillustraties. Gedurende vele jaren was hij actief lid van Arti et Amicitiae. Een straatje in Noordwijk is naar hem genoemd.
Hij stierf in Noordwijk op 65-jarige leeftijd. In Noordwijk werd Berkemeier beschouwd als een schilderpersoonlijkheid.

## Over zijn oeuvre
Hij maakte gebruik van vele genres. Aanvankelijk combineerde hij landschapsschilderkunst genrewerk zoals strandgezichten of duinlandschappen, de Bomschuiten evenals stad, dorp en wintergezichten maakten deel uit van zijn repertoire. Berkemeier volgde de traditie van de landschapsschilderkunst uit de Gouden Eeuw bij het samenstellen van het schilderij.
Ook schilderde hij stillevens en maakte hij boekillustraties en grafieken.

## Tentoonstellingen
- 1903 en 1907: Stedelijke internationale tentoonstelling van kunstwerken van levende meesters, Stedelijk Museum Amsterdam.

## Musea
- Frans Hals Museum, Haarlem
- Kunstmuseum Den Haag
- Museum Noordwijk, Noordwijk

## Afbeeldingen

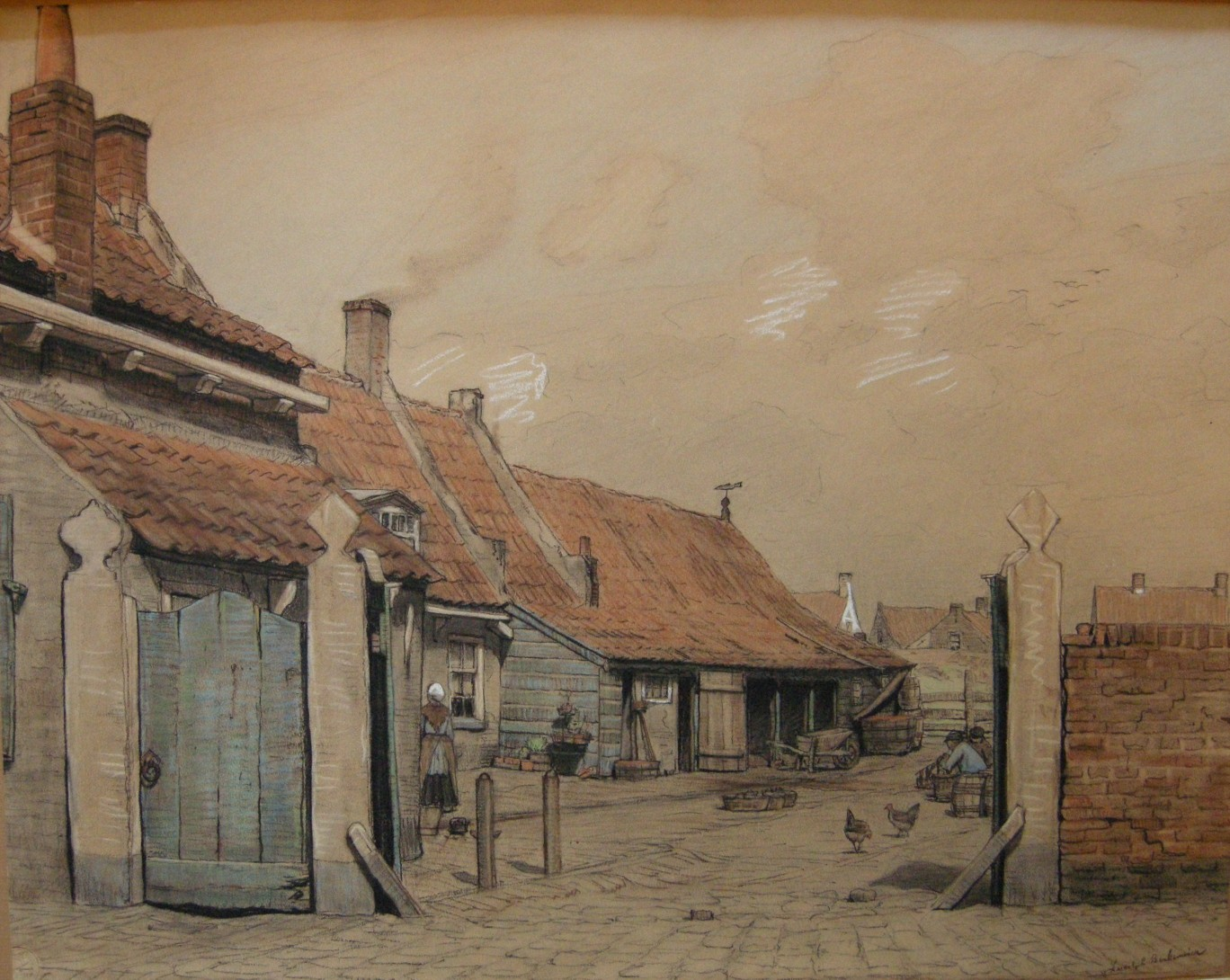
Rokerij in Noordwijk
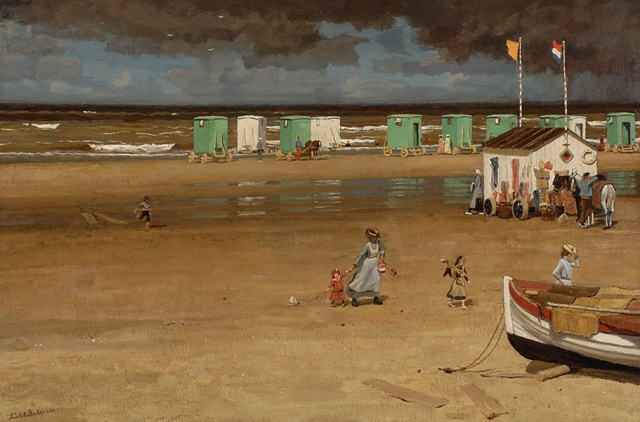
Strand
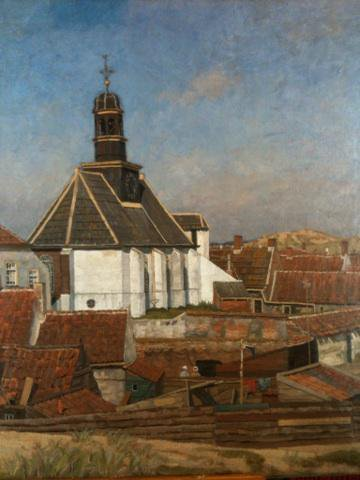
Kerk in Noordwijk
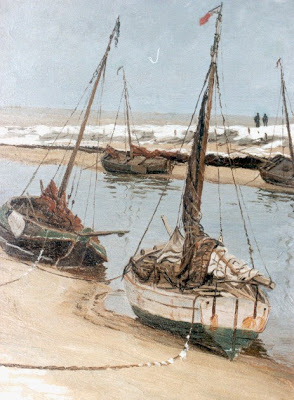
Bomschuit
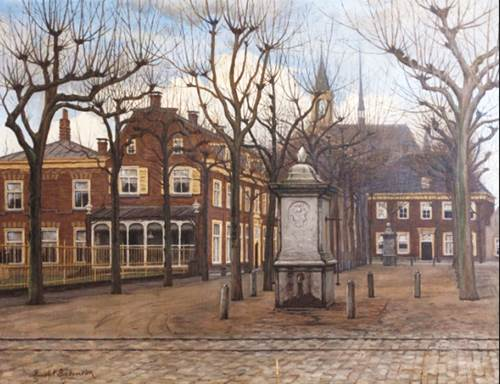
Lindenplein Noordwijk